# Andrés Abad Antón
Andrés Abad y Antón (* vor 1885; † nach 1910) war ein argentinischer Komponist, Dirigent, Bühnenregisseur und Tenor spanischer Herkunft.

## Leben
Andrés Abad Antón ließ sich 1885 in Buenos Aires nieder. Hier komponierte er die Musik zu diversen Theaterproduktionen. Er führte verschiedene Zarzuelas auf und leitete mehrere Theaterkompanien wie die am Teatro Mayo und die italienische Kompanie am Teatro San Martin. Bei den Feierlichkeiten zum 100. Jubiläum der Mai-Revolution dirigierte er am 25. und am 27. Mai 1910 auf der Plaza del Mayo in Buenos Aires einen 1500 Sänger umfassenden Chor mit Solisten und Orchester.

## Werke
- De paso por aqui, Musik zum Schauspiel von Miguel Ocampo, uraufgeführt am 16. Januar 1890 im Teatro Variedades in Buenos Aires[2]

- A la pesca de noticias, 1890
- Casos y Cosas, 1891
- El ano 92 [Das Jahr 92], Zarzuela. Text: Ezequiel Soria, uraufgeführt am 31. August 1892
- La gran avenida de Mayo, 1894
- El general Picaso, 1894
- Amor y lucha [Liebe und Kampf], Musik zum Schauspiel von Ezequiel Soria, uraufgeführt am Teatro Olimpo am 28. Juni 1895[3]
- Gato electoral, Zarzuela in einem Akt und drei Teilen; Text: Eduardo L. Górdon, für die Compañía de Zarzuela Cómica Juárez-Duránu, uraufgeführt am Teatro Pasatiempo in Buenos Aires am 29. Juni 1891